# 北张庄桥墓群
北张庄桥墓群，位于中华人民共和国河北省邯郸市北张庄桥、西孙庄，为邯郸市邯郸县的一个省级文物保护单位，类型为古墓葬，公布时间为1982年7月23日。
北张庄桥墓群的历史年代为汉代。